# Botiinae
Sous-famille
Les Botiinae sont une sous-famille de poissons téléostéens de la famille des Botiidae.

## Liste des genres
Selon World Register of Marine Species (2 juillet 2023) :
- Leptobotia Bleeker, 1870
- Parabotia Dabry de Thiersant, 1872
- Sinibotia Fang, 1936